# Ligne U du Transilien
La ligne U du Transilien, également dénommée La Défense – La Verrière ou plus souvent simplement ligne U, est une liaison tangentielle de train de banlieue qui dessert l'ouest francilien au départ de La Défense. Elle relie le quartier d'affaires de La Défense à la gare de La Verrière, dans le sud-ouest francilien. C'est l'une des deux lignes de trains de banlieue du réseau Transilien qui n'a pas son origine dans une grande gare parisienne.
Créée en 1995, la liaison tangentielle devenue ligne U en 2004, est longue de 31 kilomètres. Elle transporte chaque jour de semaine 50 000 voyageurs.
Elle emprunte les infrastructures des réseaux Saint-Lazare, de La Défense au viaduc de Viroflay, et Montparnasse, du viaduc de Viroflay à La Verrière.
La totalité de la ligne étant située en Île-de-France, elle est uniquement du ressort d'Île-de-France Mobilités (IDFM).

Plan de la ligne.

## Histoire

### Chronologie
- 22 juillet 1988 : proposition du schéma de principe du projet au Syndicat des transports parisiens
- juillet 1991 : approbation du schéma de principe par le Syndicat des transports parisiens
- 28 mai 1995 : mise en service de la tangentielle[1]
- 13 décembre 2003 : retrait des Z 20500
- Fin 2004 : la tangentielle est dénommée « ligne U du Transilien »
- 13 décembre 2015 : modification de la desserte : les gares de Sèvres - Ville-d'Avray et de Chaville-Rive-Droite sont désormais desservies contrairement à la gare du Val d'Or qui perd la desserte de la ligne U

### Réalisation des infrastructures

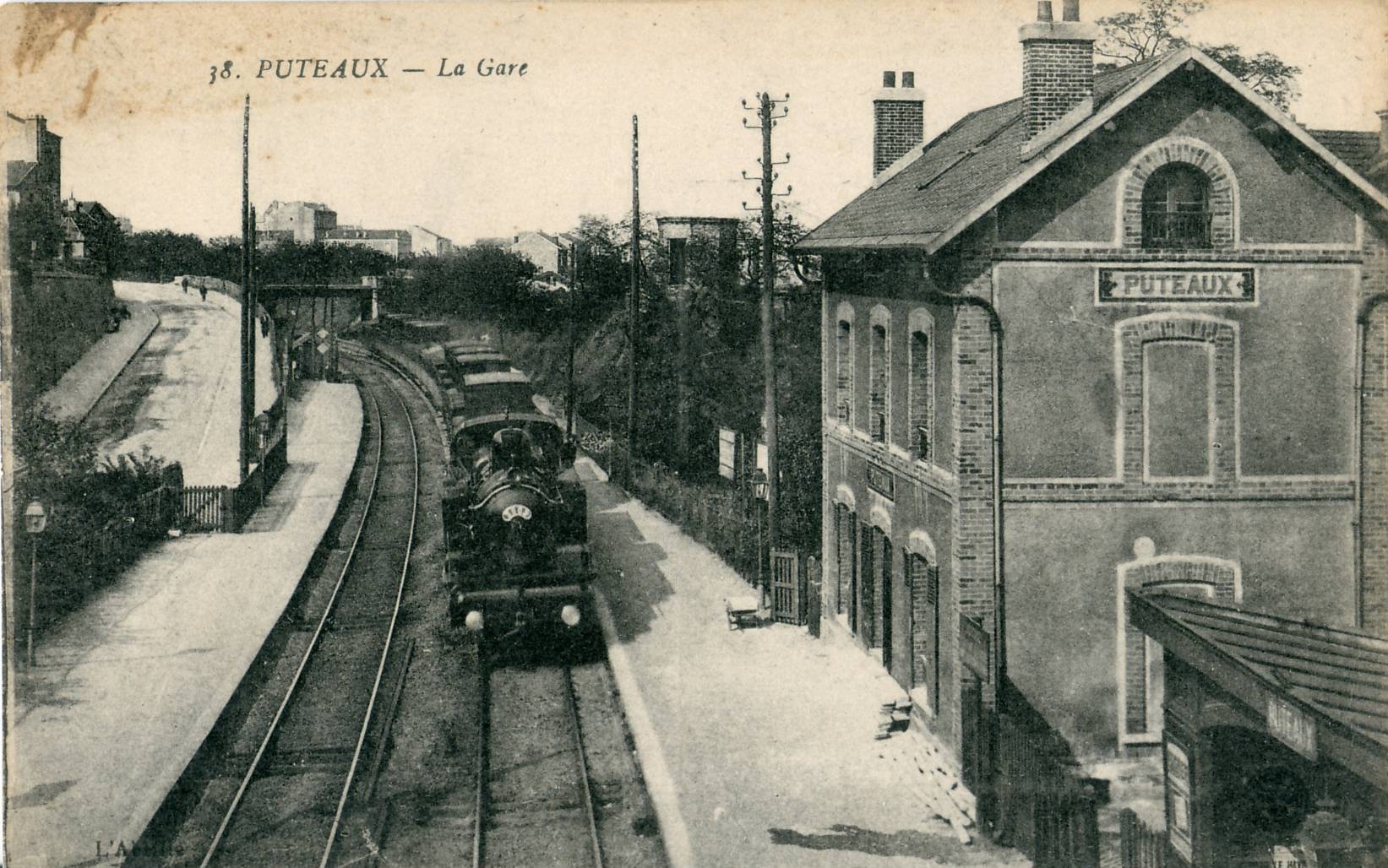
Carte postale d'un train entrant en gare de Puteaux, au début du XXe siècle.

Le 2 août 1839, l'actuelle section reliant La Défense au raccordement de Viroflay est mise en service dans le cadre de la ligne de Paris-Saint-Lazare à Versailles-Rive-Droite. Cette dernière est la seconde créée en Île-de-France après la ligne de Paris-Saint-Lazare à Saint-Germain-en-Laye. Elle permet de relier Paris à Versailles en un temps plus court, d'amener de nombreux visiteurs au château, en fin de restauration, et d'apporter un développement économique à la région.
La ligne est le fruit du projet d'un ingénieur des ponts et chaussées, Desfontaines. Il proposait de joindre la ligne de Versailles par la rive droite à celle de Saint-Germain, ce qui limitait les expropriations, coûteuses, et restreignait également la rampe à une valeur de 5 mm/m, au prix d'un parcours un peu plus long.
Le 12 juillet 1849, la section entre le raccordement de Viroflay et la gare de La Verrière est ouverte à son tour, dans le cadre de la ligne de Paris-Montparnasse à Brest.
En juillet 1852, les lignes de Paris-Saint-Lazare à Versailles-Rive-Droite et de Paris-Montparnasse à Brest sont reliées entre elles par le biais du raccordement de Viroflay.
Le 22 juillet 1928, la section allant de l'actuelle gare de La Défense au raccordement de Viroflay (ligne de Paris-Saint-Lazare à Versailles-Rive-Droite) est mise sous tension, en courant continu 650 V par 3e rail. Cette électrification s'accompagne de la généralisation des quais hauts, du remplacement de son antique matériel à traction vapeur, très critiqué pour son inconfort, par les rames « Standard » modernes, qui demeurent emblématiques de la banlieue Saint-Lazare durant plus de cinquante ans.
En avril 1959, un nouvel arrêt est créé sur la ligne à La Défense. Il a pour objectif de desservir le Centre des nouvelles industries et technologies ou CNIT, mais cette halte est alors considérée comme provisoire et n'est ouverte que lors de manifestations. La gare définitive n’est ouverte qu'en 1968 avec comme vocation de desservir le quartier des affaires qui est en plein développement depuis le début des années 1960.

### Émergence du projet
En 1976, le schéma directeur d'aménagement et d'urbanisme prévoit une liaison entre la ville nouvelle de Saint-Quentin-en-Yvelines et le quartier d'affaires de La Défense. Il a pour objectif d'améliorer la trame de desserte afin de satisfaire une demande croissante de transport, essentiellement pour  des migrations domicile-travail et de désengorger les autoroutes de l'ouest parisien en voie de saturation.
Cette nouvelle liaison doit emprunter des infrastructures existantes, soit successivement la ligne Paris-Montparnasse – Rambouillet, le raccordement de Viroflay, puis la ligne de Paris-Saint-Lazare à Versailles-Rive-Droite. Toutefois, cette liaison nécessite des modifications lourdes des infrastructures existantes, pour éviter les cisaillements de voies sur ces itinéraires au trafic très dense. Le coût élevé des travaux à réaliser retarde longtemps cette opération.
Le 9 septembre 1976, la section allant de La Défense à Saint-Cloud est réélectrifiée en 25 kV - 50 Hz monophasé.
Le 15 septembre 1977, la section entre Saint-Cloud et le raccordement de Viroflay l'est à son tour.
À partir du début des années 1980, la SNCF met en place une liaison par bus entre les gares de Viroflay-Rive-Gauche et Viroflay-Rive-Droite, distantes d'un kilomètre, afin d'éviter le cheminement croissant de piétons effectuant la correspondance à travers une voirie très chargée et dangereuse.
Le 22 juillet 1988, un premier schéma de principe pour le projet de ligne tangentielle est proposé au syndicat des transports parisiens mais doit faire l'objet de compléments d'études.
En 1987/1989, la section allant du raccordement de Viroflay à la gare de La Verrière est entièrement électrifiée en courant continu 1,5 kV.
En juillet 1991, le schéma de principe est approuvé par le syndicat des transports parisiens. Les travaux de la future ligne U suscitent une réflexion dépassant son cadre pour entamer une réflexion plus large sur les transports collectifs de banlieue à banlieue en Île-de-France. Ainsi, le SDRIF adopté en 1994 propose la réalisation de lignes tangentielles réutilisant les infrastructures de la Grande ceinture.

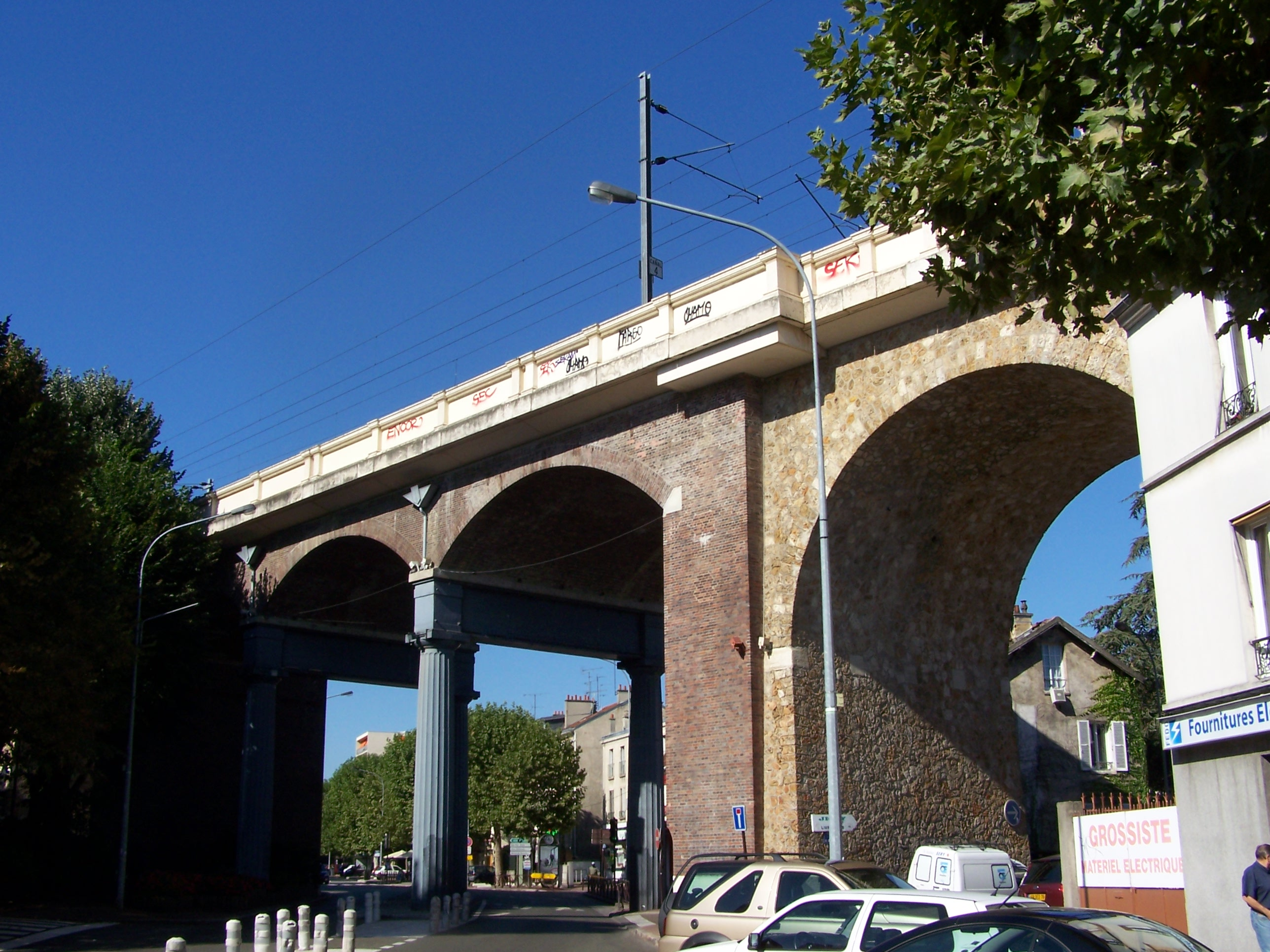
Le raccordement de Viroflay vu depuis l'avenue du Général-Leclerc à Viroflay, en septembre 2006.

Ensuite, la réalisation de la ligne débute. Elle consiste principalement à poser une quatrième voie entre Trappes et La Verrière, sur la ligne de Rambouillet, à ajouter des communications en amont et en aval de la gare de Versailles-Chantiers, à ajouter une voie en gare de Chaville - Vélizy, servant de terminus partiel.
Elle nécessite également la modernisation du raccordement de Viroflay, avec la réfection de la maçonnerie, la suppression d'un passage à niveau et son électrification en 25 kV - 50 Hz monophasé au nord, et en courant continu 1,5 kV au sud, avec une section de séparation entre les deux systèmes de courant. Un saut-de-mouton est aussi réalisé sur la ligne de Versailles-Rive-Droite afin d'éviter tout cisaillement de voies.
De plus, la gare de la Défense est réaménagée, avec la création de deux nouvelles voies dans la partie ouest de la gare, le nombre de voies à quai restant toutefois fixé à quatre, les deux anciennes voies 1 et 3 étant aujourd'hui utilisées par la ligne de tramway T2.
Des écrans anti-bruit sont posés sur certaines sections, en particulier à Viroflay, et des installations permanentes de contre-sens (IPCS) sont créées sur la ligne de Versailles, entre La Défense et Le Val d'Or, afin de fluidifier le trafic en cas d'incident sur cette section très chargée. Toutefois, le secteur La Défense – Saint-Cloud étant sursaturé, elles restent inexploitables sauf dans de très rares cas d'incident spécifique et important.

### Naissance de la tangentielle

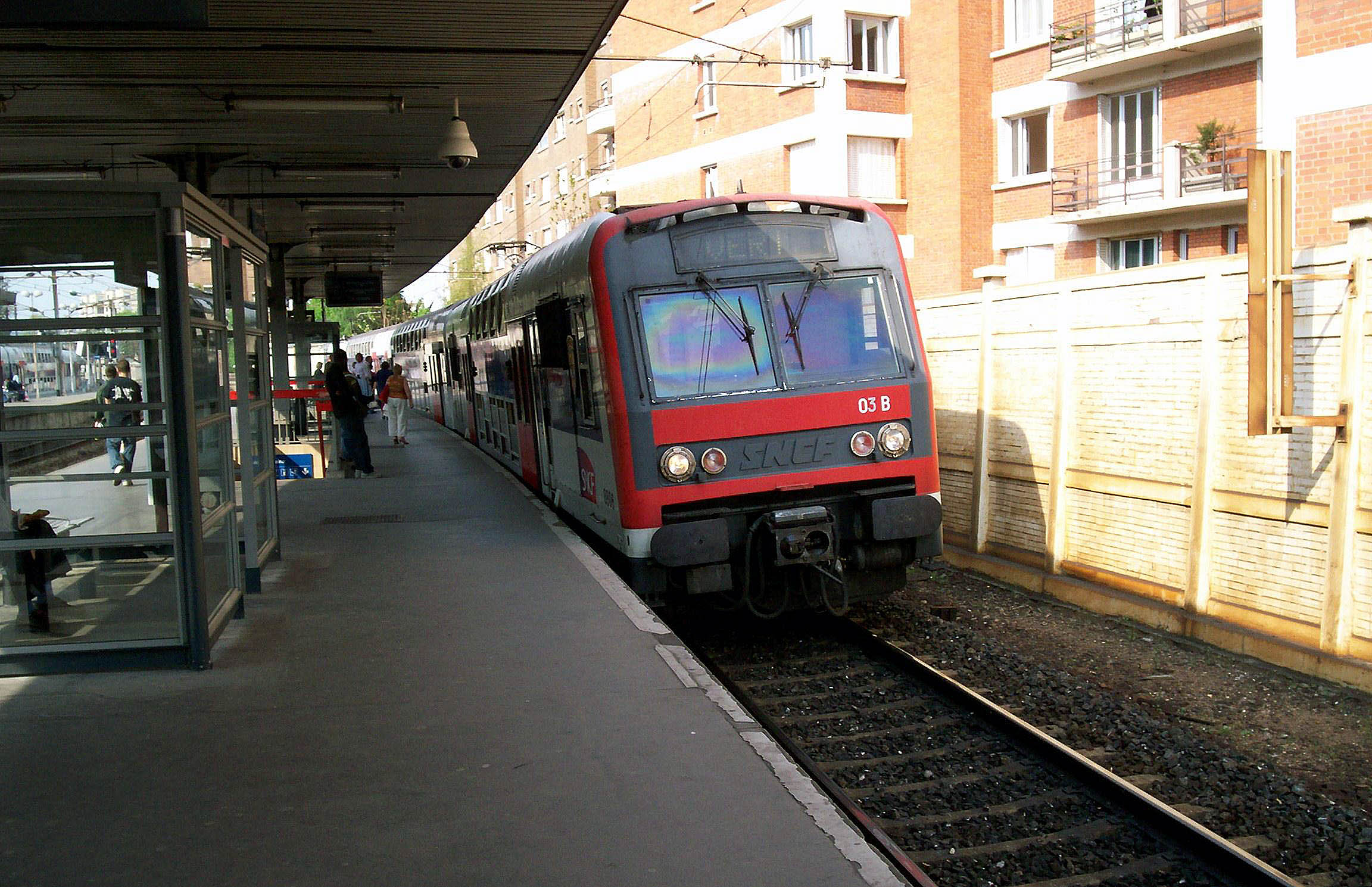
Une rame Z 8800 en gare de Saint-Cloud, en avril 2007.

Le 28 mai 1995, la nouvelle liaison est mise en service, lors du passage au service d'été, avec du matériel bicourant Z 20500 et Z 8800, à raison d'un train chaque demi-heure aux heures creuses et chaque quart d'heure aux heures de pointe. L'investissement de 523 millions de francs financés à 60 % par la Région est assez modeste car sur la majeure partie du trajet, il a suffi de connecter entre elles des infrastructures préexistantes.
Le 1er septembre 1999, la première classe est supprimée dans tous les trains du réseau de banlieue, ainsi que dans le RER. Elle n'était utilisée à l'époque que par 1 % des voyageurs. Elle avait déjà été abandonnée dans le métro de Paris en 1991.
Le 20 septembre 1999, le label Transilien est lancé. Il institue une norme minimale d'aménagement et de rénovation des gares et du matériel roulant, et un signe pour la caractériser de manière visible auprès du grand public. Le nom devient très rapidement une marque commerciale, à l'image du TGV, du TER ou d'Intercités, pour désigner l'offre de transport public de la Société nationale des chemins de fer français (SNCF) en Île-de-France.
En 2001, la SNCF élabore une nomenclature afin de désigner les lignes Transilien non RER. Celle-ci est portée à la connaissance de la clientèle, par le biais de la publication de l'édition 2001 du plan du réseau ferré francilien, uniquement sur la version affichée en gare. Dans cette nomenclature, la SNCF considère que cette liaison tangentielle fait à la fois partie des lignes « F du Transilien » (réseau Saint-Lazare) et « G » (réseau Montparnasse).

### Naissance de la ligne U

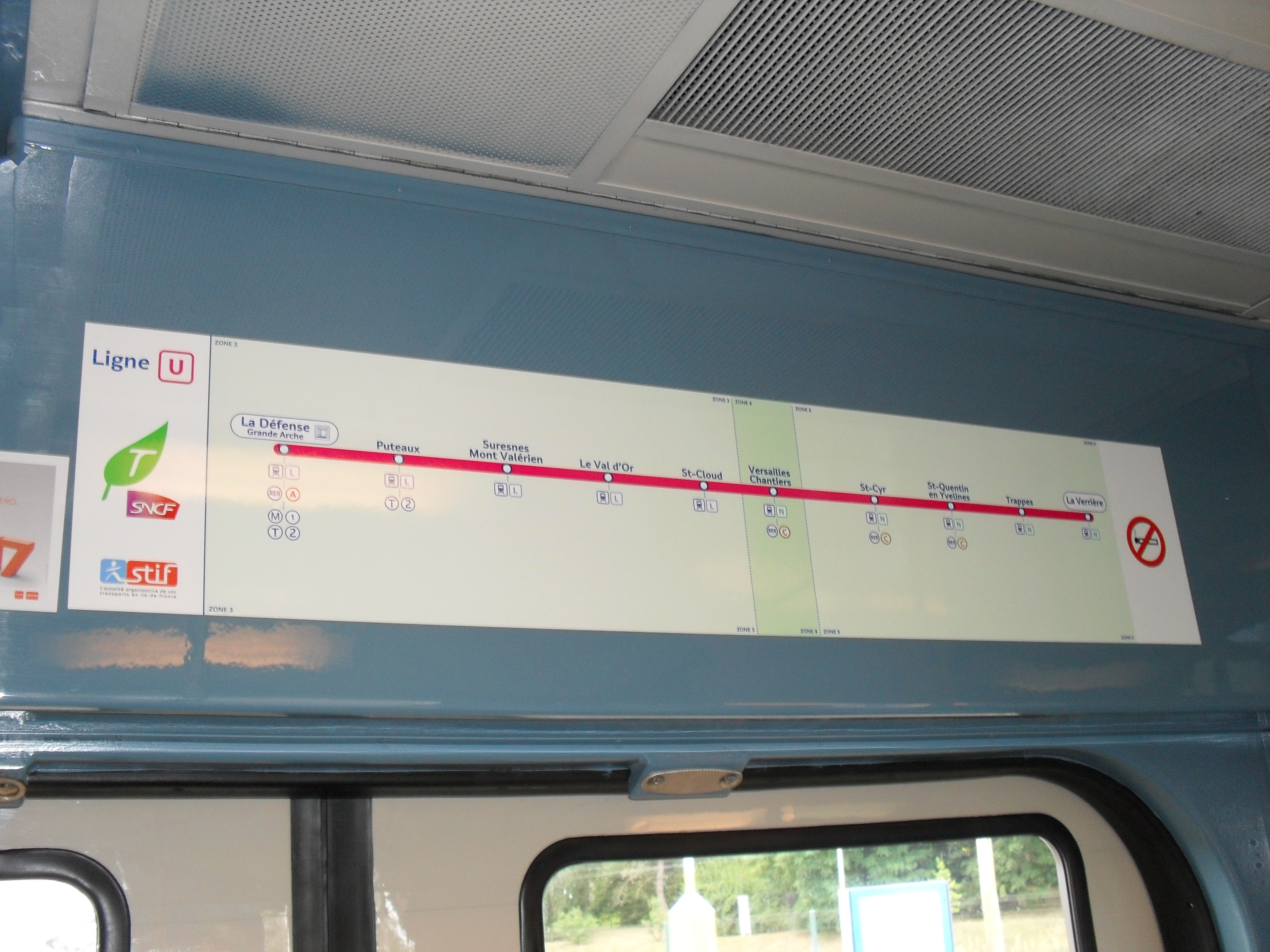
Plan de la ligne U, dans une rame Z 8800 rénovée, en août 2012.

Fin 2004, la nomenclature des lignes Transilien est remaniée. La liaison tangentielle constitue désormais une ligne à part entière : la « ligne U du Transilien ».
En mars 2005, un nouvel atelier de maintenance du matériel est mis en service, dans la commune de Trappes (Yvelines). Inauguré en janvier 2005, après presque deux ans de travaux d'un coût avoisinant 12 millions d'euros entièrement pris en charge par la SNCF, il permet le remplacement d'un atelier existant. Il bénéficie également d'une station d’épuration intégrée au site, de bacs de rétention des huiles et effectue le tri sélectif des déchets industriels produits sur place[réf. nécessaire].
Depuis le 13 décembre 2009, la ligne bénéficie de la mise en unité multiple du train DEFI au départ de La Verrière à 9 h 08 du lundi au vendredi, pour tenir compte de son niveau de fréquentation, et les trains qui circulaient à vide en contrepointe, quittant respectivement les gares de La Défense à 9 h 14 et de La Verrière à 15 h 53, ont désormais été utilisables par les voyageurs. Le service d'été est supprimé, les horaires de la ligne étant identiques toute l’année ; des modifications des horaires ont été effectuées en parallèle sur les relations du Groupe II de Paris-Saint-Lazare pour renforcer le cadencement, afin d'améliorer la régularité et la lisibilité de l’offre.
À l'origine, le Syndicat des transports d'Île-de-France, autorité organisatrice des transports de la région parisienne, souhaitait à compter de cette date, que la ligne U soit cadencée et renforcée. Ainsi, du lundi au vendredi, il y aurait eu quatre trains par heure toute la journée, le samedi, deux trains par heure en extrémité de journée et quatre trains par heure pendant les autres périodes de la journée, et le dimanche, deux trains par heure toute la journée. Mais, en raison des risques que ce renforcement faisait peser sur la robustesse de la grille horaire et sur la régularité des trains circulant sur cet axe, SNCF Proximités a proposé au STIF en février 2009 de ne pas mettre en œuvre dans sa globalité le renforcement prévu tout en préconisant les aménagements de l’offre existante mises en vigueur depuis fin 2009.
En décembre 2014, l'offre est renforcée les dimanches après 11 h : au lieu d'un train par heure, il y a désormais un train toutes les 30 minutes. Aux heures creuses, les horaires sont décalés au départ de La Verrière afin de proposer une meilleure répartition des trains avec le RER C et la ligne N entre La Verrière et Versailles.
Depuis décembre 2015, la desserte de la ligne U est modifiée : les gares de Sèvres - Ville-d'Avray et de Chaville-Rive-Droite voient s'arrêter tous les trains, alors que la gare du Val d'Or n'est plus desservie.

## Infrastructure

Logo de la ligne U pour Île-de-France Mobilités.

### Ligne

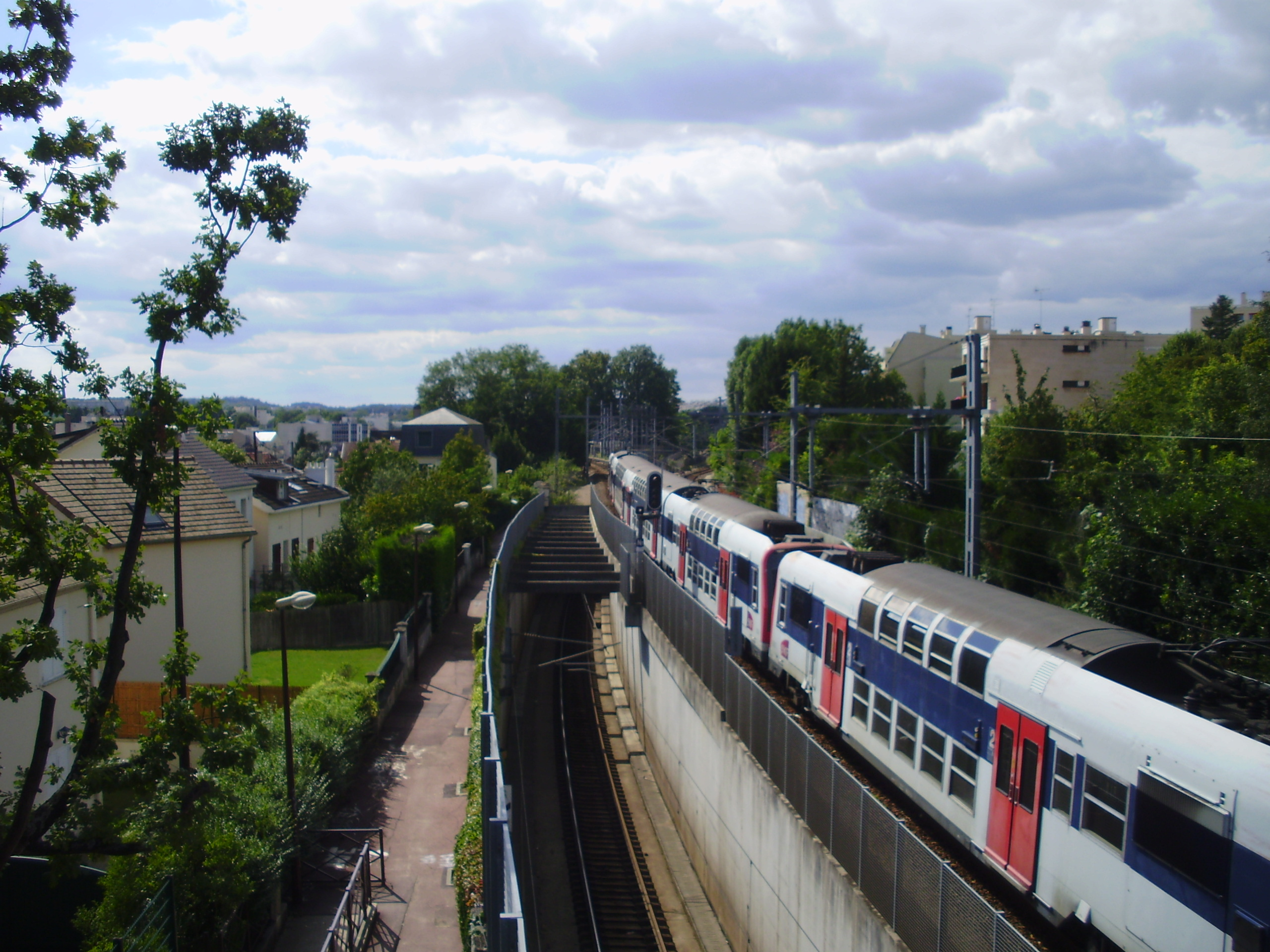
Le raccordement de Viroflay du côté de la ligne de Paris-Saint-Lazare à Versailles-Rive-Droite, en août 2010.

La ligne U relie la gare de La Défense située sur le réseau Saint-Lazare, à la gare de La Verrière située sur le réseau Montparnasse.
Elle est le fruit de l'utilisation conjuguée des lignes ferroviaires suivantes :
- ligne de Paris-Saint-Lazare à Versailles-Rive-Droite, ouverte en 1839, entre La Défense et l'entrée sur le raccordement de Viroflay ;
- ligne de Paris-Montparnasse à Brest, ouverte en 1849, entre la sortie du raccordement de Viroflay et La Verrière ;
- raccordement de Viroflay, ouvert en 1852, entre les deux lignes sus-nommées.

### Tensions d'alimentation
La ligne est découpée en deux parties pour l'alimentation électrique, situation qui découle de l'histoire de l'électrification du réseau ferroviaire national et qui impose l'usage de matériel bicourant.
La ligne de Paris-Saint-Lazare à Versailles-Rive Droite, comme tout le réseau de Paris-Saint-Lazare, est électrifiée en 25 000 volts monophasé. La ligne de Paris-Montparnasse à Brest est électrifiée en 1 500 volts continu jusqu'au Mans, inclus. Une section de séparation se situe sur le raccordement de Viroflay.

### Vitesses limites
Les vitesses limites autorisées, en 2011/2012, pour les automotrices de banlieue, en sens impair, et sur les voies directes sont indiquées ci-après, :
| De (PK)                                   | À (PK)                                    | Limite (km/h) |
| ----------------------------------------- | ----------------------------------------- | ------------- |
| La Défense (PK 8,3)                       | Sèvres - Ville-d'Avray (PK 16,6)          | 90            |
| Sèvres - Ville-d'Avray (PK 16,6)          | Entrée Raccordement de Viroflay (PK 19,3) | 110           |
| Entrée Raccordement de Viroflay (PK 19,3) | Sortie Raccordement de Viroflay (PK 14,3) | 90            |
| Sortie Raccordement de Viroflay (PK 14,3) | Saint-Cyr (Bif. de Granville) (PK 21,9)   | 130           |
| Saint-Cyr (Bif. de Granville) (PK 21,9)   | La Verrière (PK 32,2)                     | 140           |

## Liste des gares

### Gares desservies

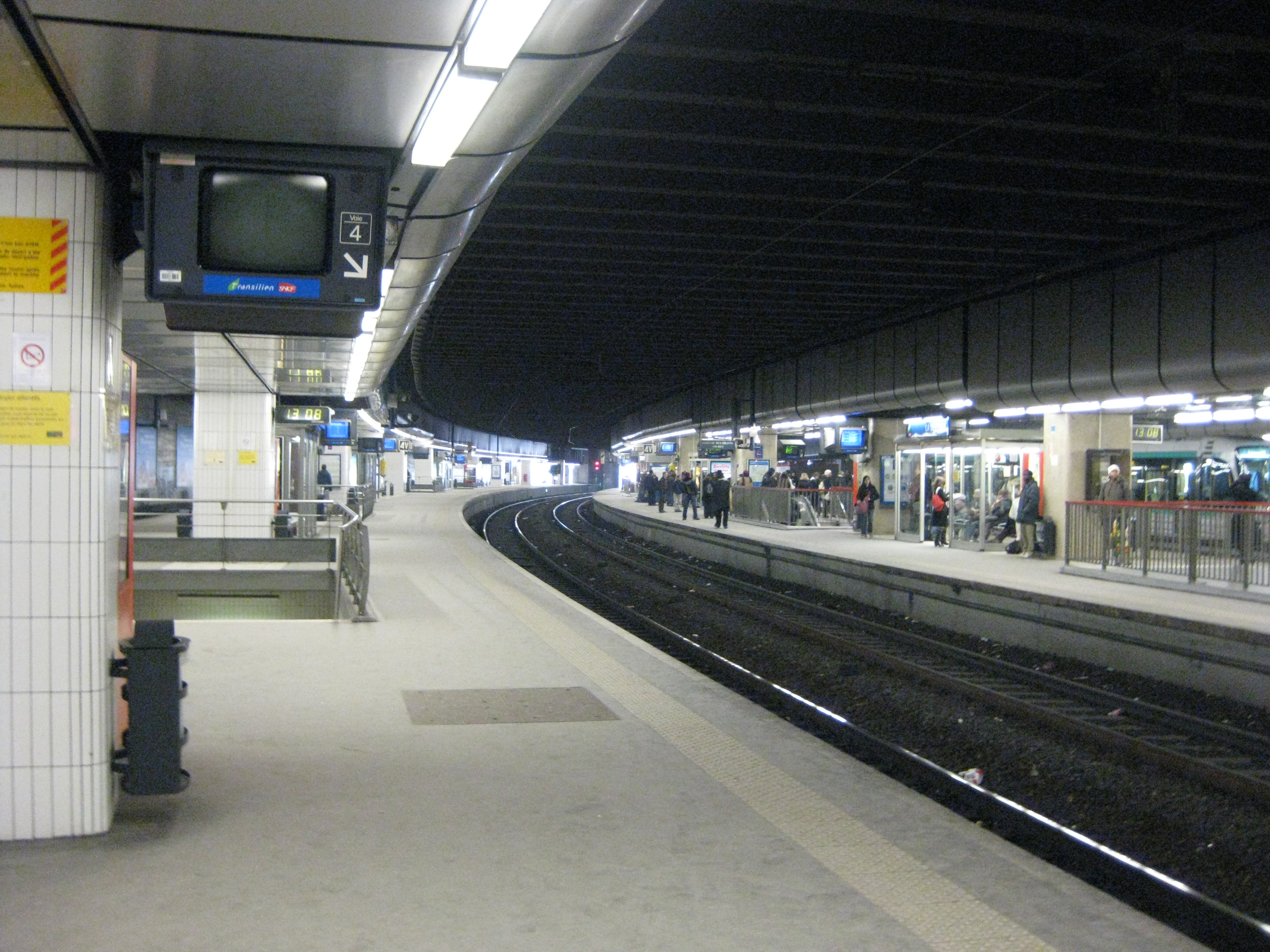
La gare de La Défense (SNCF), en janvier 2009.

La ligne U dessert au total onze gares, reliant ainsi la ville nouvelle de Saint-Quentin-en-Yvelines (La Verrière - Trappes - Montigny-le-Bretonneux) au quartier d'affaires de La Défense.
|  |   |  | Gare                                             | Zone | Communes                      | Correspondances                                                                |
|  | - |  | ------------------------------------------------ | ---- | ----------------------------- | ------------------------------------------------------------------------------ |
|  | ■ |  | La Verrière                                      | 5    | La Verrière, Coignières       | Transilien · Ligne N du Transilien                                             |
|  | • |  | Trappes                                          | 5    | Trappes                       | Transilien · Ligne N du Transilien                                             |
|  | • |  | Saint-Quentin-en-Yvelines Montigny-le-Bretonneux | 5    | Montigny-le-Bretonneux        | TER Centre-Val de Loire                                                        |
|  | • |  | Saint-Cyr                                        | 5    | Saint-Cyr-l'École, Versailles | (RER) · (C) · Transilien · Ligne N du Transilien · (T) · (13)                  |
|  | • |  | Versailles-Chantiers                             | 4    | Versailles                    | Grandes lignes                                                                 |
|  | • |  | Chaville-Rive-Droite                             | 3    | Chaville                      | Transilien · Ligne L du Transilien                                             |
|  | • |  | Sèvres - Ville-d'Avray                           | 3    | Sèvres                        | Transilien · Ligne L du Transilien                                             |
|  | • |  | Saint-Cloud                                      | 3    | Saint-Cloud                   | (Parc de Saint-Cloud, par la voie publique)                                    |
|  | • |  | Suresnes-Mont-Valérien                           | 3    | Suresnes                      | (Suresnes - Longchamp, par la voie publique)                                   |
|  | • |  | Puteaux                                          | 3    | Puteaux                       | Transilien · Ligne L du Transilien · (T) · (2)                                 |
|  | ■ |  | La Défense Grande Arche                          | 3    | Puteaux                       | (M) · (1) · (RER) · (A) · (E) · Transilien · Ligne L du Transilien · (T) · (2) |

(Les gares en gras servent de départ ou de terminus à certaines missions)

### Gares importantes

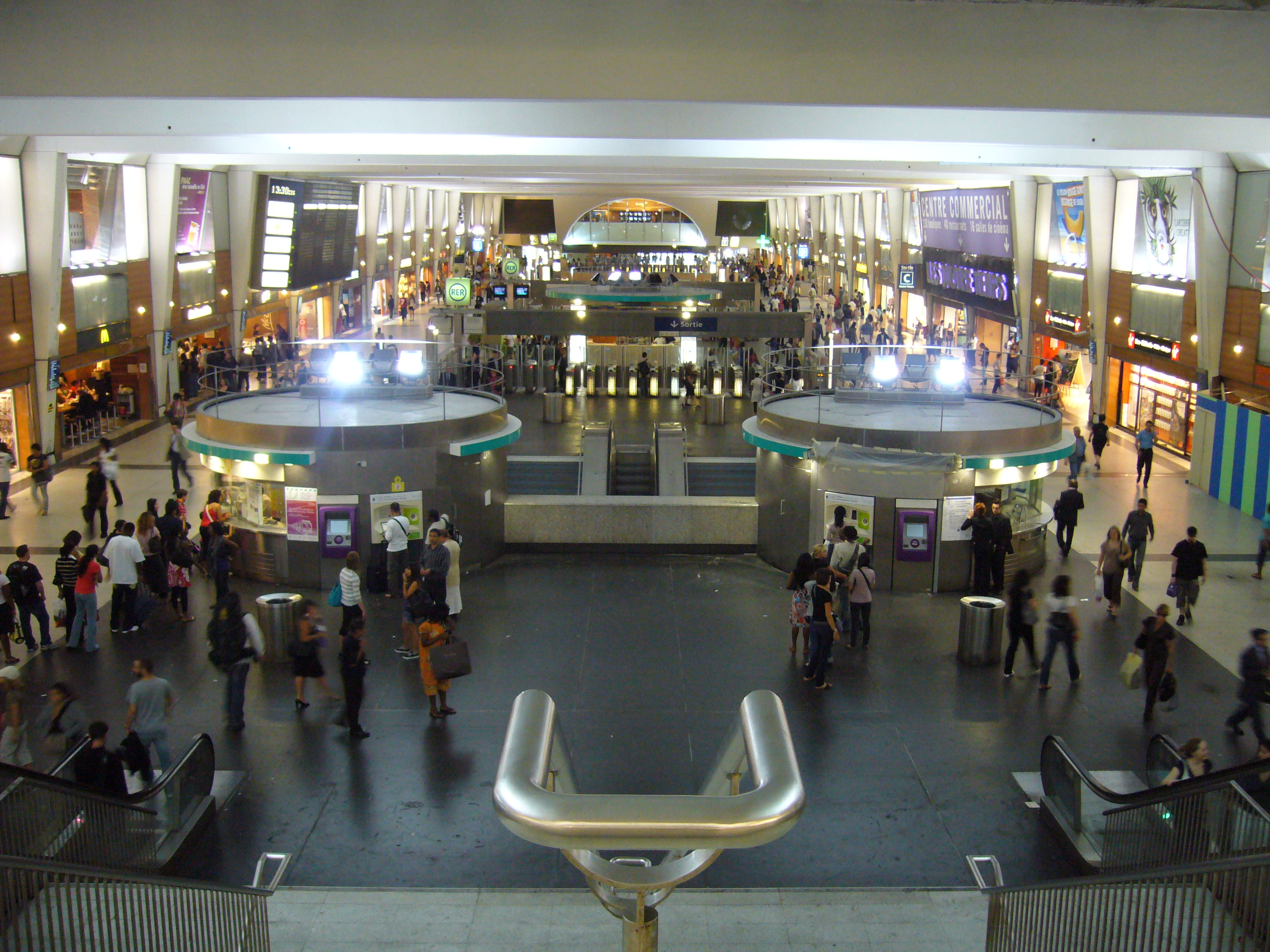
Le pôle d'échanges de La Défense, en août 2008.

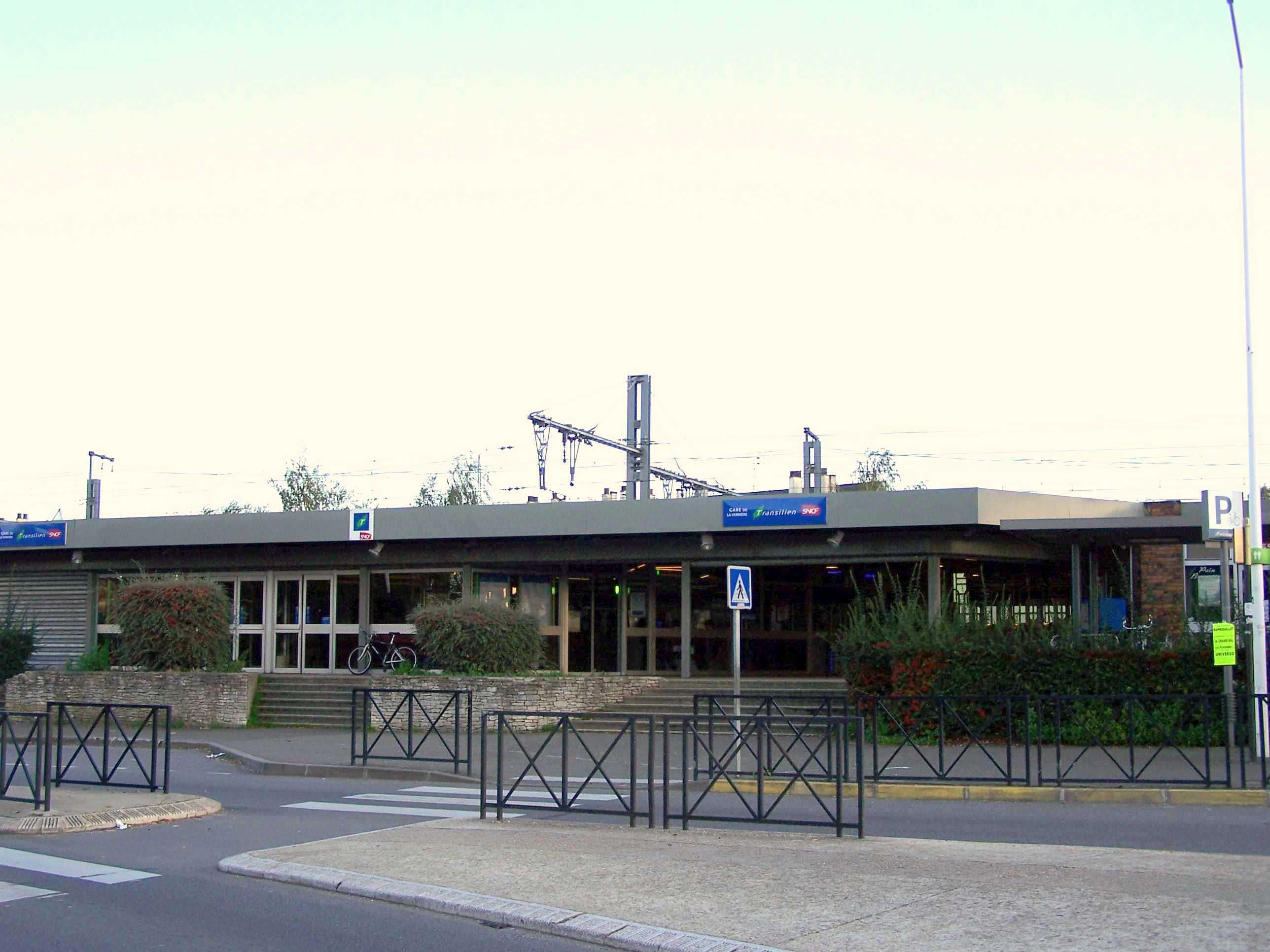
Le bâtiment voyageurs de la gare de La Verrière, en novembre 2006.

Parmi les onze gares de la ligne, cinq d'entre elles sont des pôles majeurs :
La Défense
Terminus oriental de la ligne, la gare de la Défense offre une correspondance avec la ligne 1 du métro, le RER A, le RER E, la ligne de tramway T2 et la ligne L du réseau Transilien Paris Saint-Lazare.
Saint-Cloud
Cette gare assure la correspondance avec la ligne L du réseau Transilien Paris Saint-Lazare (en plus d'une correspondance à distance avec la ligne 2 du tramway,). Elle est également la gare de bifurcation des branches de Versailles-Rive-Droite et de Saint-Nom-la-Bretèche de la ligne éponyme. La gare jouait le rôle de terminus de certains trains de la ligne L jusqu'au 12 décembre 2015, rôle de terminus dorénavant limité en cas de situation perturbée.
Versailles-Chantiers
Au centre d'une étoile ferroviaire à sept branches, la gare offre une correspondance avec le RER C, la ligne Transilien N, et les services TER Centre-Val de Loire et TER Basse-Normandie. Le réseau Grandes Lignes dessert la gare de Versailles-Chantiers avec l'arrêt de quelques trains Intercités ou TGV. À l'avenir, ce pôle sera restructuré et devrait être desservi par une ligne de transport en site propre reliant Versailles-Pont-Colbert au Chesnay-Hôpital Mignot.
Saint-Quentin-en-Yvelines - Montigny-le-Bretonneux
Cette importante gare, en termes de fréquentation, est la gare principale de l'agglomération de Saint-Quentin-en-Yvelines. Elle assure la correspondance avec la ligne N du réseau Transilien Paris-Montparnasse (reliant Paris-Montparnasse à Rambouillet) et constitue le terminus d'une des branches occidentales du RER C (un projet existe pour déplacer ce terminus à la gare de La Verrière ou à celle de Coignières).
La Verrière
Terminus occidental de la ligne, cette gare offre une correspondance avec la ligne N du réseau Transilien Paris-Montparnasse, reliant Paris-Montparnasse à Rambouillet. La gare permet d'accéder aux villes de La Verrière, Maurepas et Élancourt.

## Exploitation

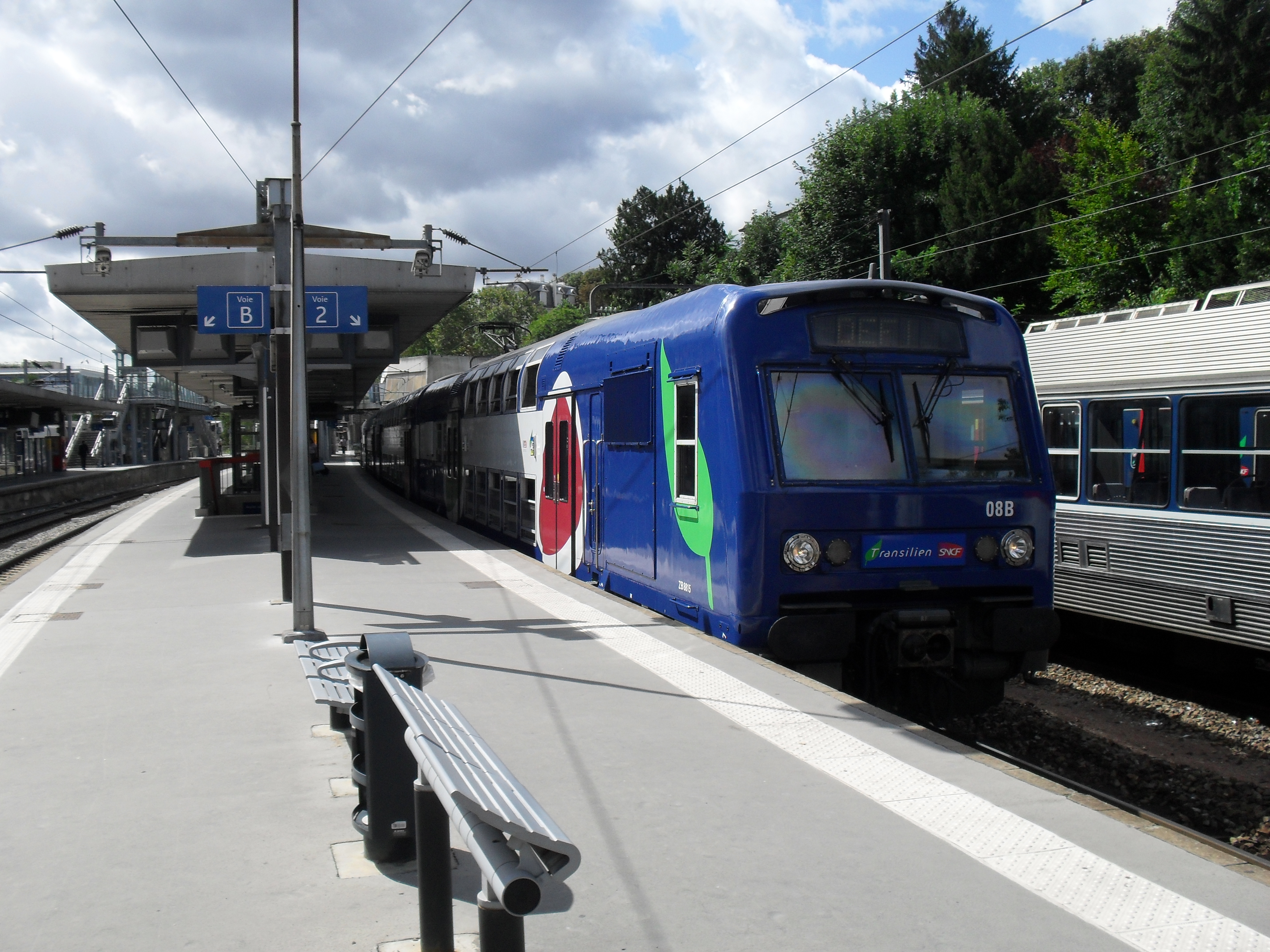
Une rame Z 8800 rénovée en gare de Saint-Cloud, en août 2012.

La ligne U est une ligne exploitée par la SNCF, de La Défense à La Verrière, qui fonctionne de 5 heures du matin à minuit, à l'aide de seize rames Z 8800. Ces rames utilisent le raccordement de Viroflay qui fut, à cette occasion, ouvert au trafic commercial, afin de relier les terminus extrêmes en 43 minutes. De plus, en semaine, la ligne assure 89 départs quotidiens.
Elle ne fonctionne pas lors du service spécial nocturne mis en place à l'occasion d'évènements importants comme la Fête de la musique et la nuit du Nouvel An, entre 1 h et 5 h du matin.
Une étude, publiée dans le journal 20 minutes a présenté cette liaison comme étant avant-dernière d'Île-de-France en termes de respect des horaires, parce qu'il s'agit d'une liaison transversale directement influencée par le trafic des réseaux Montparnasse et Saint-Lazare et devant s'inscrire dans un trafic saturé entre La Défense et Saint-Cloud, et entre Versailles-Chantiers et Saint-Quentin-en-Yvelines.

### Noms des missions
Les codes missions de la ligne U du Transilien sont composés de quatre lettres. En apparaissant sur les écrans d'affichage (Infogare) et sur le fronton des trains, ils permettent de faciliter la compréhension des différentes missions assurées : la première lettre indique la destination du train (D pour La Défense, V pour La Verrière) et les trois dernières lettres rendent le code mission prononçable.
| Destinations | Codes missions (régulières seulement) |
| ------------ | ------------------------------------- |
| La Défense   | DEFI                                  |
| La Verrière  | VERI                                  |

### Plan de transport de la ligne

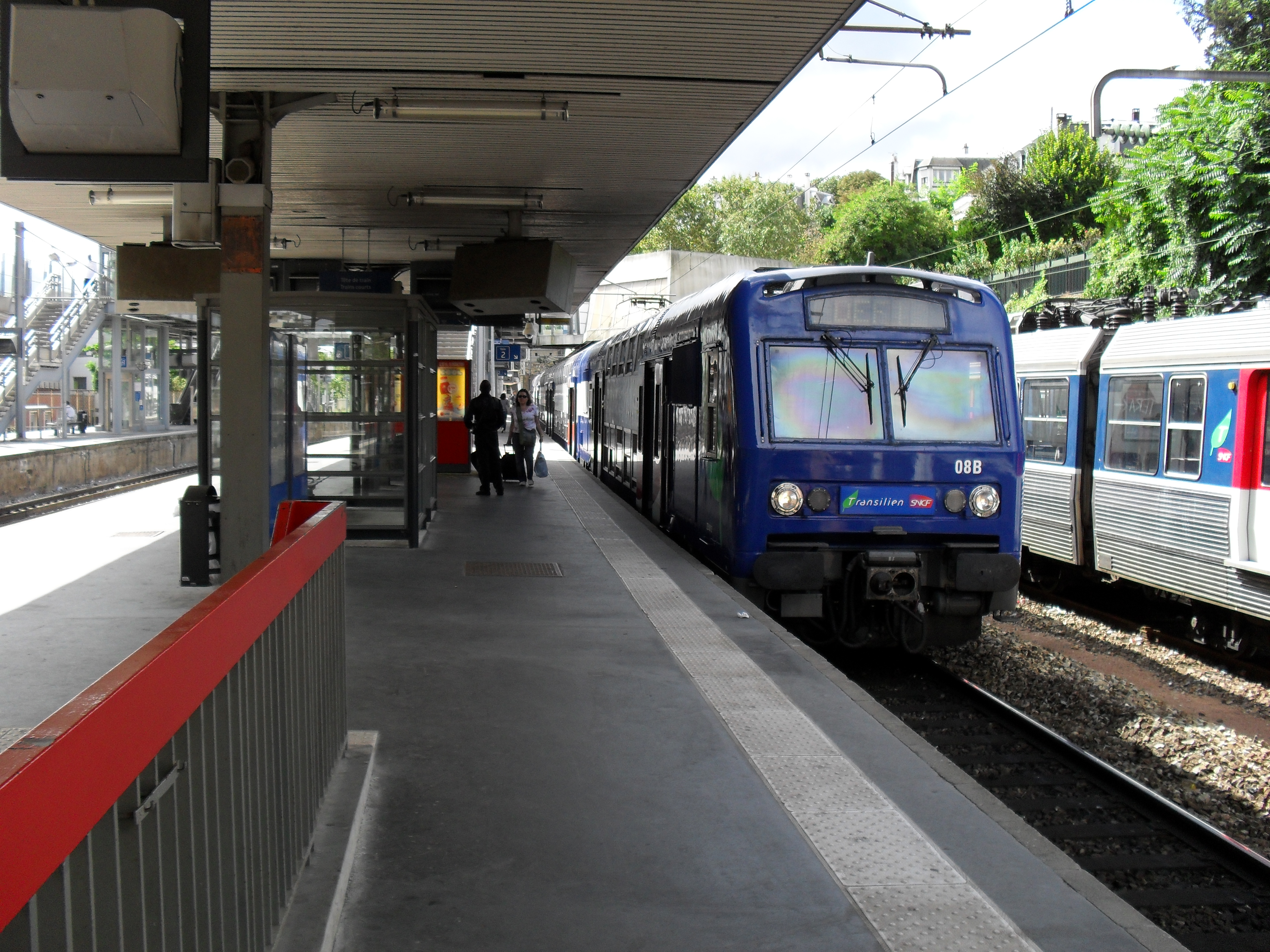
Une rame Z 8800 rénovée en gare de Saint-Cloud, en août 2012.

Depuis le 15 décembre 2024, l'offre de la ligne U s'organise comme indiqué ci-après, pour chaque sens.

#### En semaine
De 5 h 30 à 6 h 30, l'offre est d'un train toutes les demi-heures.
De 6 h 30 à 9 h et de 16 h 30 à 20 h environ, un train est proposé tous les quarts d'heure.
Le reste de la journée et les weekends, l'offre est d'un train toutes les demi-heures.

### Information en temps réel

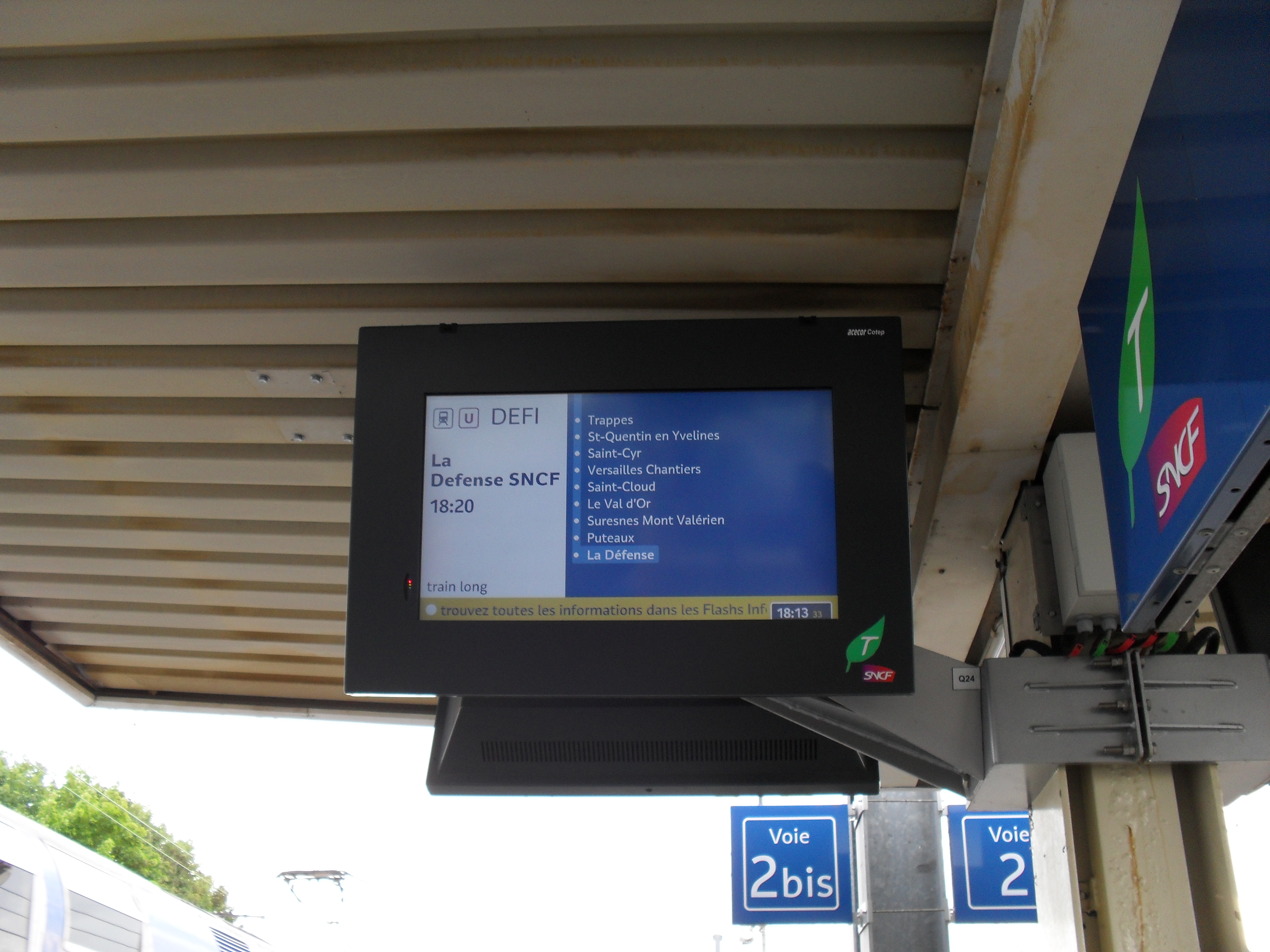
Un écran LCD Infogare en gare de La Verrière, en août 2012.

Toutes les gares de la ligne sont équipées du système d’information Infogare, financé par la région Île-de-France et le Syndicat des transports d'Île-de-France : des écrans situés sur les quais et dans les gares informent en temps réel les voyageurs de l’heure de passage des trains ainsi que des perturbations qui peuvent intervenir sur la ligne.
À bord des trains, un système d’information des voyageurs indique, de façon sonore et lumineuse, les gares desservies et la progression en temps réel du train sur la ligne à travers le Système d’information voyageurs embarqué (SIVE).

### Matériel roulant
La ligne U était à sa mise en service, exploitée, avec des rames Z 20500 et Z 8800, tous deux matériels bicourants à deux niveaux. Mais depuis décembre 2003, les rames Z 20500 ont été mutées sur les lignes J et L du Transilien, laissant les rames Z 8800 continuer seules à assurer la desserte de la tangentielle.
Actuellement, au nombre de 22, les Z 8800 sont couplées par deux aux heures de pointe, afin de pouvoir doubler la capacité d'accueil. Depuis juillet 2015, quatre rames Z 8800 venant du RER C ont rejoint les effectifs de la ligne U. Toutes les rames de cette ligne U ont la possibilité de circuler sur la ligne N (notamment pour assurer les trains SOPI-POSI), les matériels étant munis des plans des deux lignes, à titre exceptionnel.
Le matériel roulant de la ligne sera renouvelé à horizon 2030 avec le transfert de rames Z 50000 en provenance du parc des lignes E du réseau Paris-Est et des lignes J, L du réseau Saint-Lazare,. Le futur matériel Z 2N-NG fut un temps pressenti pour remplacer le parc actuel avant que l'option des NAT ne soit retenue.

Intérieur de rames Z 8800 rénovées
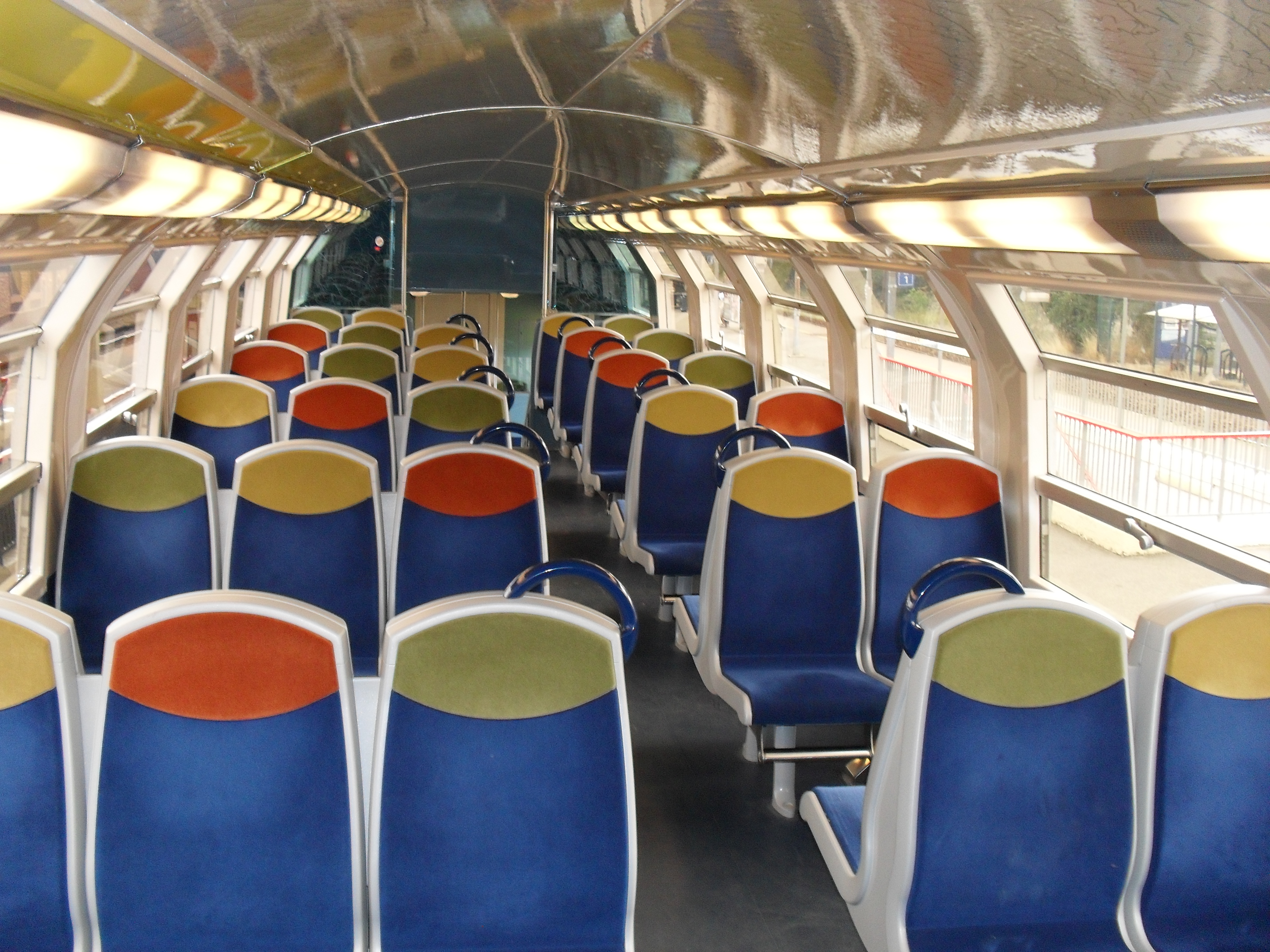
Niveau supérieur.
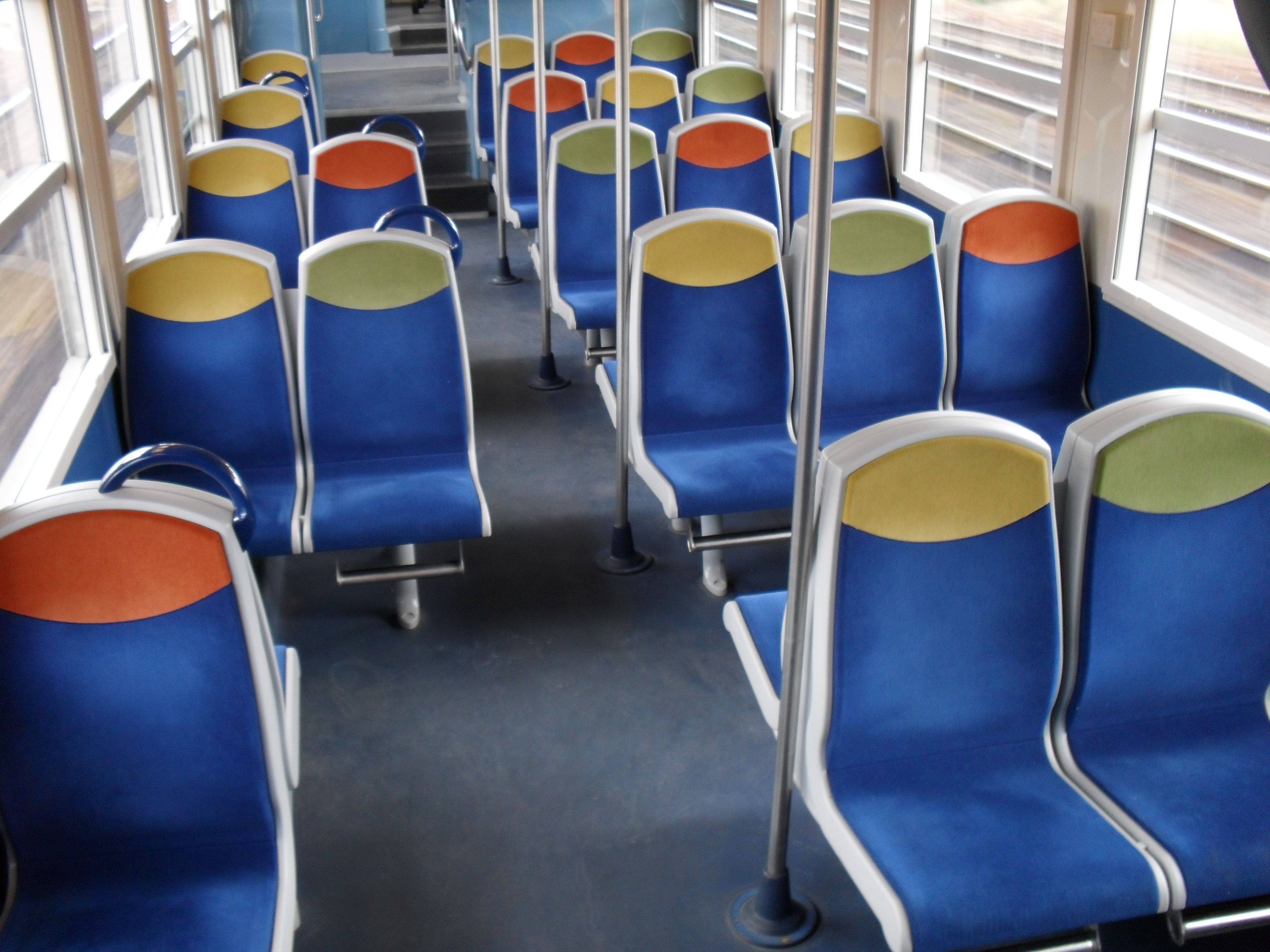
Niveau inférieur.
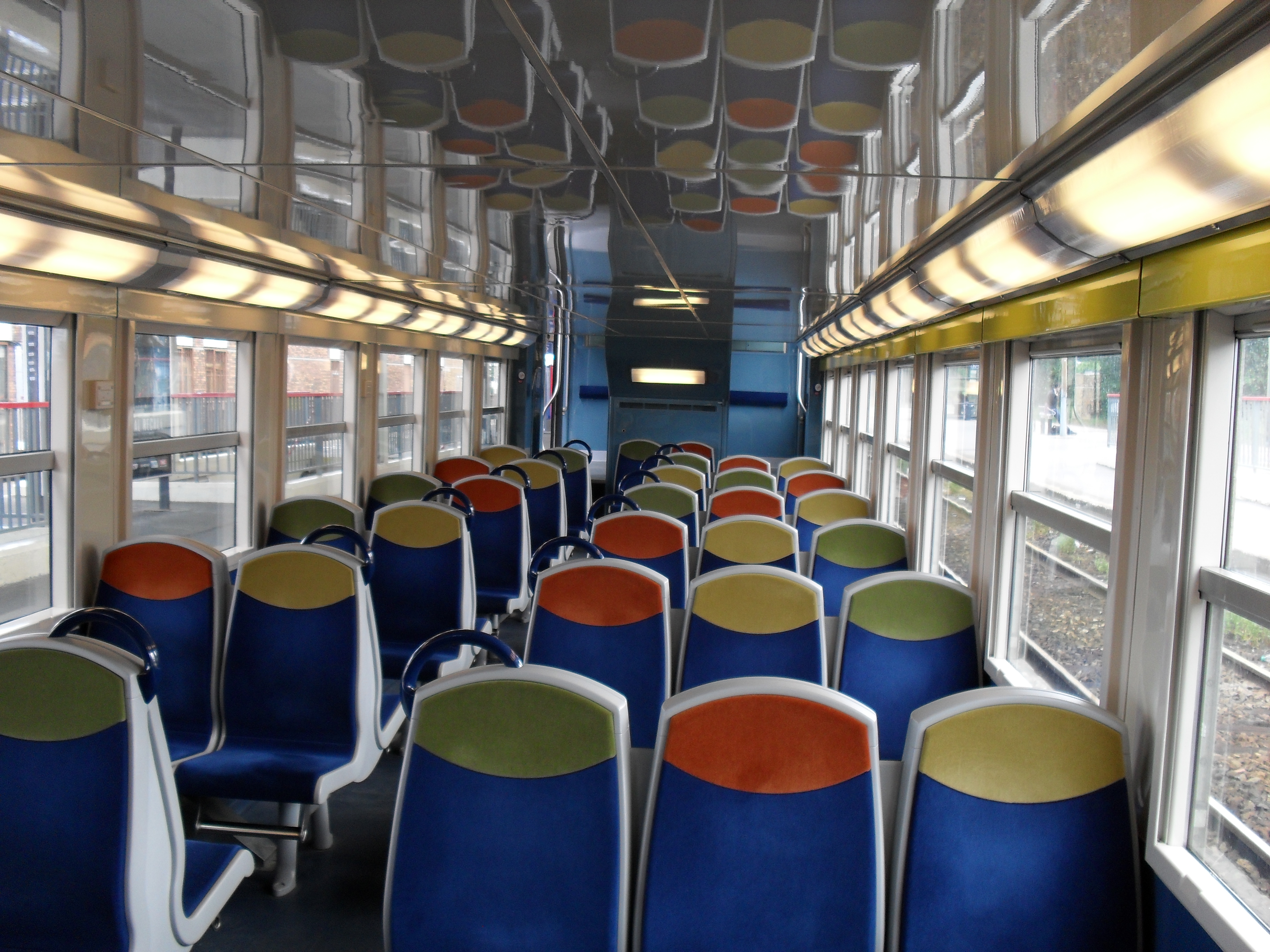
Niveau inférieur.
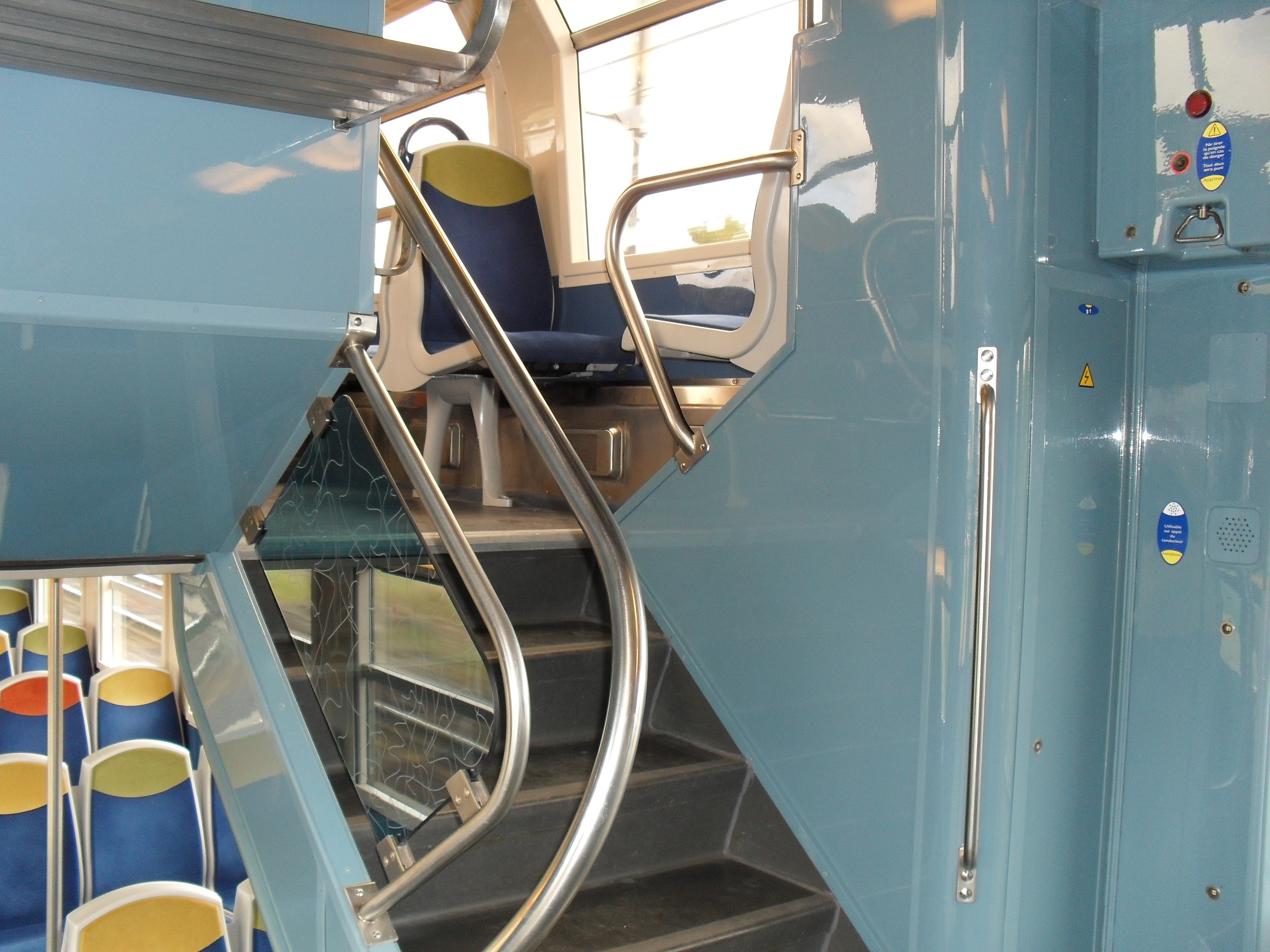
Escalier.
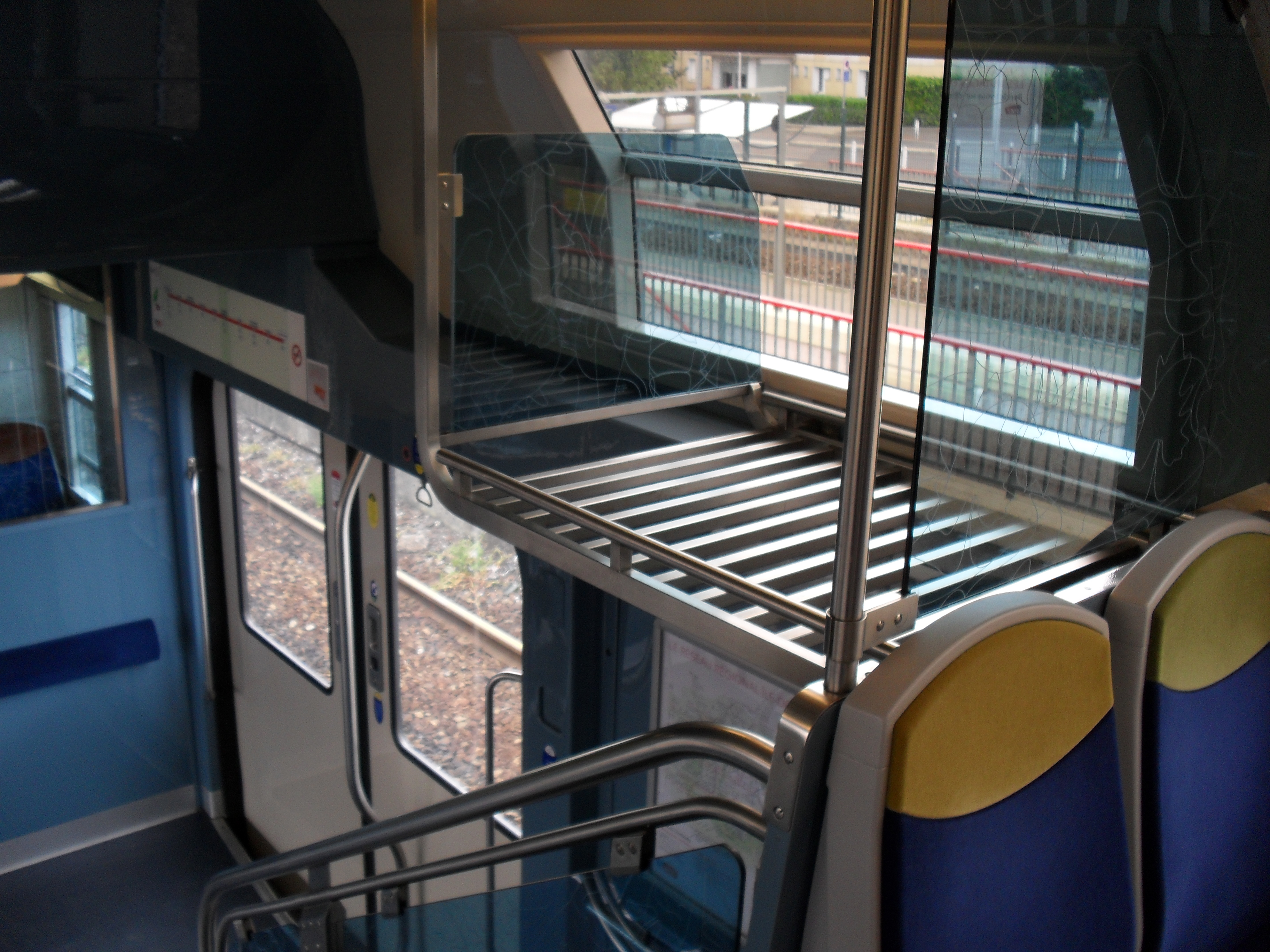
Porte-bagages.

### Ateliers

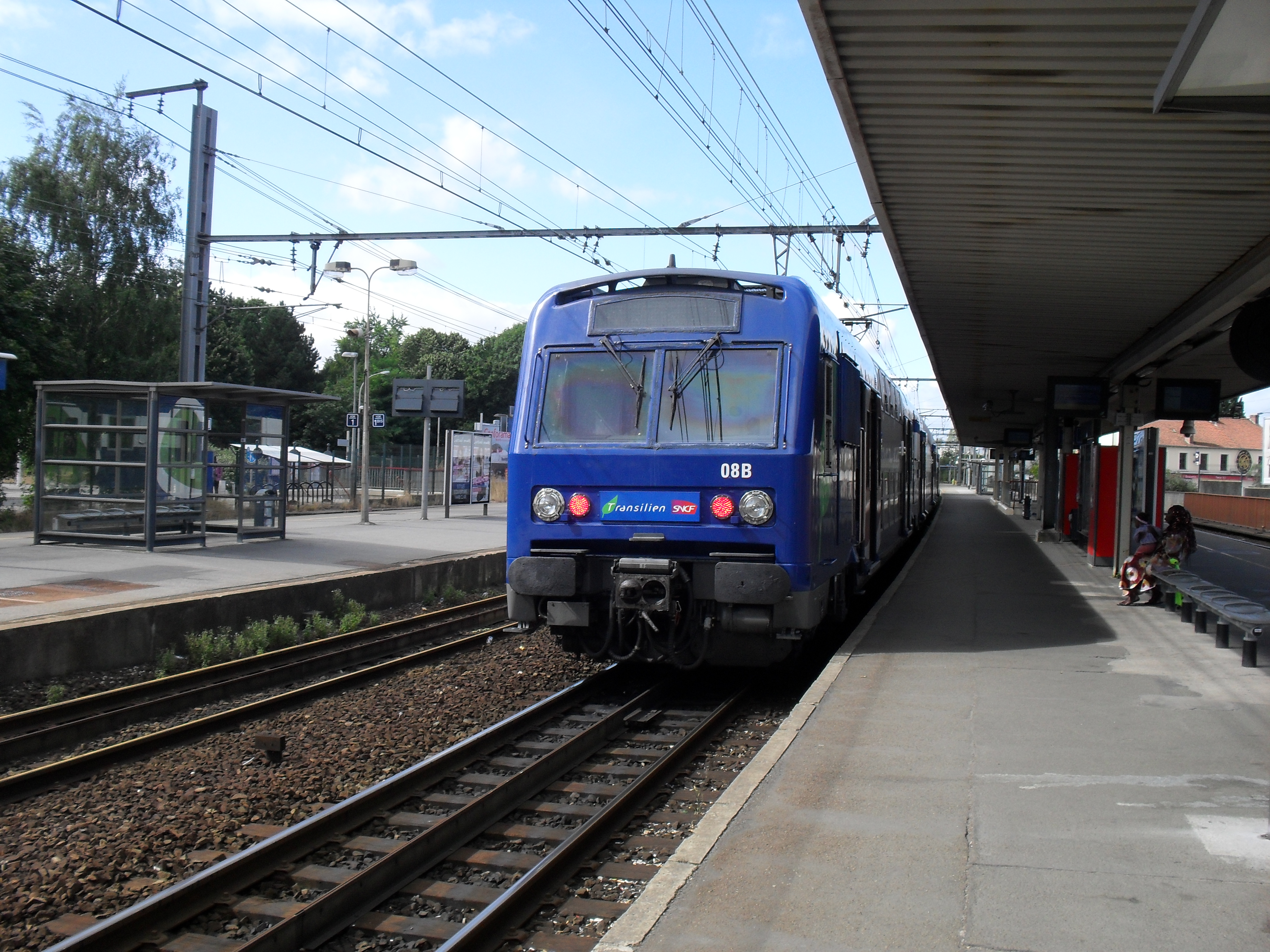
Une rame Z 8800 rénovée en gare de La Verrière, en août 2012.

Le matériel roulant de la ligne U est entretenu dans le dépôt de Trappes, dans les Yvelines.
En mars 2005, un nouvel atelier de maintenance du matériel a ouvert le long des voies du triage de Trappes dans les Yvelines, en remplacement d'un atelier existant, pour un coût proche de douze millions d'euros, entièrement financés par la SNCF.
Il est équipé de trois voies (deux électrifiées et une non électrifiée) avec fosse de visite, dont une dotée d'une caténaire commutable 1 500/25 000 volts. Des nacelles élévatrices permettent les interventions en hauteur.
Il prend également en charge l'entretien des vingt rames Z 5600 à six caisses « Evolys » de la ligne C du RER et d'une soixantaine de voitures Corail. Il assure aussi la maintenance de niveau 3 des TER 2N Centre et Normandie. De plus, il dispose à proximité d’une machine à laver, d’un tour en fosse et d’un chantier de préparation permettant le nettoyage et de menues opérations d’entretien.

### Personnel d'exploitation

#### Agents de conduite

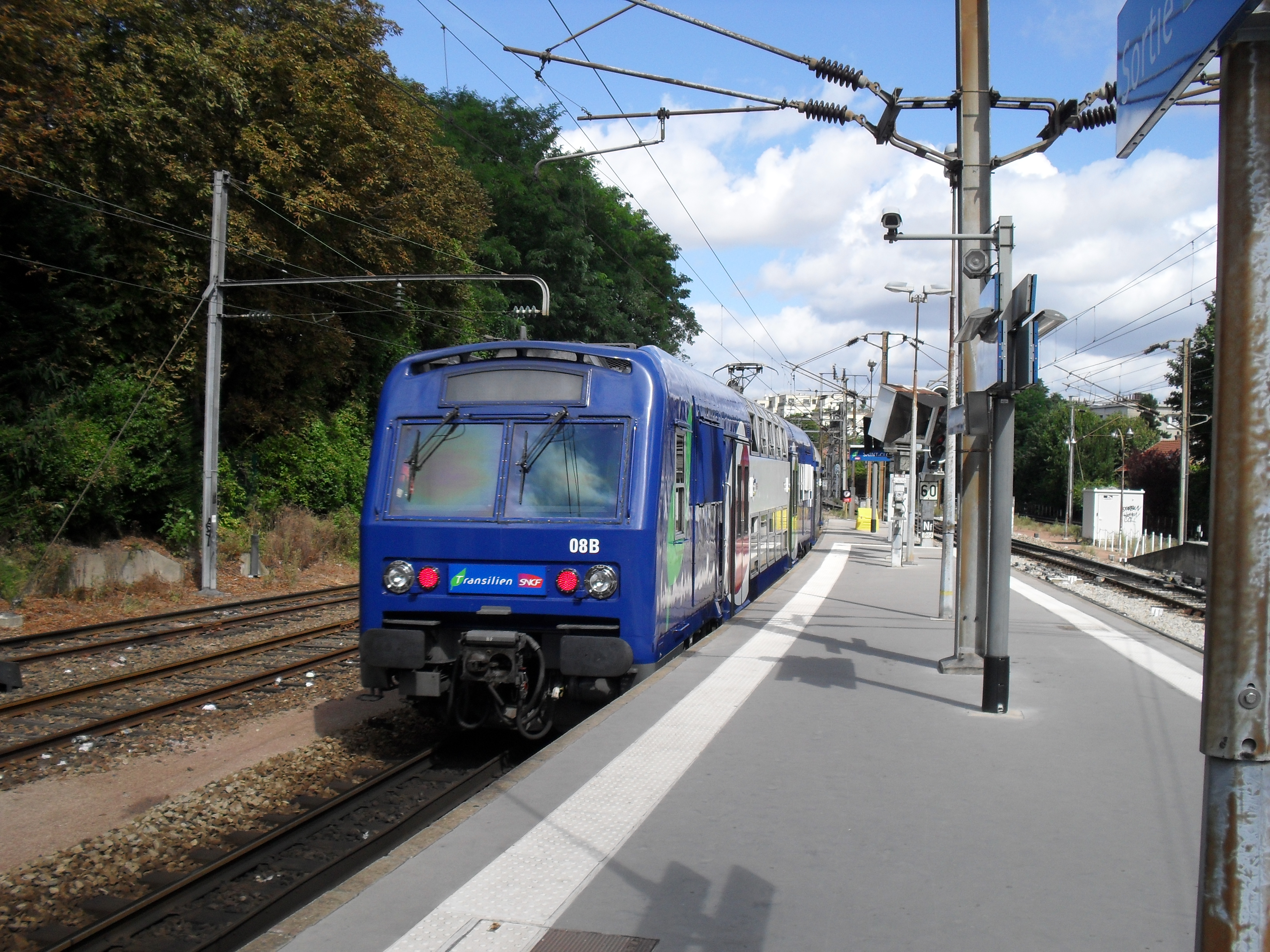
Une rame Z 8800 rénovée quittant la gare de Saint-Cloud, en août 2012.

Les agents de conduite ne sont pas uniquement affectés à la ligne U. En effet, les conducteurs de la ligne, qui dépendent de la région de Paris-Rive-Gauche, peuvent également assurer d'autres trains sur les autres lignes dépendant de leur région.

#### Gestion de la ligne
La gestion opérationnelle de la ligne U est assurée par les agents du Centre opérationnel Transilien (COT) des lignes N et U. Le COT est situé au sein de l'ex-Centre régional des opérations ou CRO de Paris-Rive-Gauche à la gare de Paris-Montparnasse (Vaugirard), à côté du COT du RER C, et des centres de gestion du TER Centre-Val de Loire et de la LGV Atlantique.
Le COT des lignes N et U a pour objectif d'assurer l'exécution du plan de transport des lignes N et U du Transilien, en prenant si nécessaire les mesures visant à optimiser la gestion des moyens tant en matériel (trains) qu'en personnel (agents de conduite, etc.), que ce soit en situation normale comme en situation perturbée. Le plan de transport retrace les souhaits exprimés par le STIF, l'autorité organisatrice des transports en Île-de-France en termes d'horaires, de dessertes des trains... et détermine entre autres la composition des trains (train court ou long).
Le COT gère également les perturbations qu'elles soient d'origine interne à la SNCF (train en panne, train avarié...) ou d'origine externe (tirages abusifs de signaux d'alarme, vandalisme, agression, obstruction à la fermeture des portes, intempéries, accident de personne...), quitte à adapter le plan de transport afin de permettre un retour du trafic à la normale. De ce fait, il est également chargé de communiquer à la clientèle, les informations concernant l'état du trafic et, si nécessaire, ses conséquences sur le plan de transport (trains retardés, supprimés, mise en place de bus de remplacement),.

#### Circulation des trains

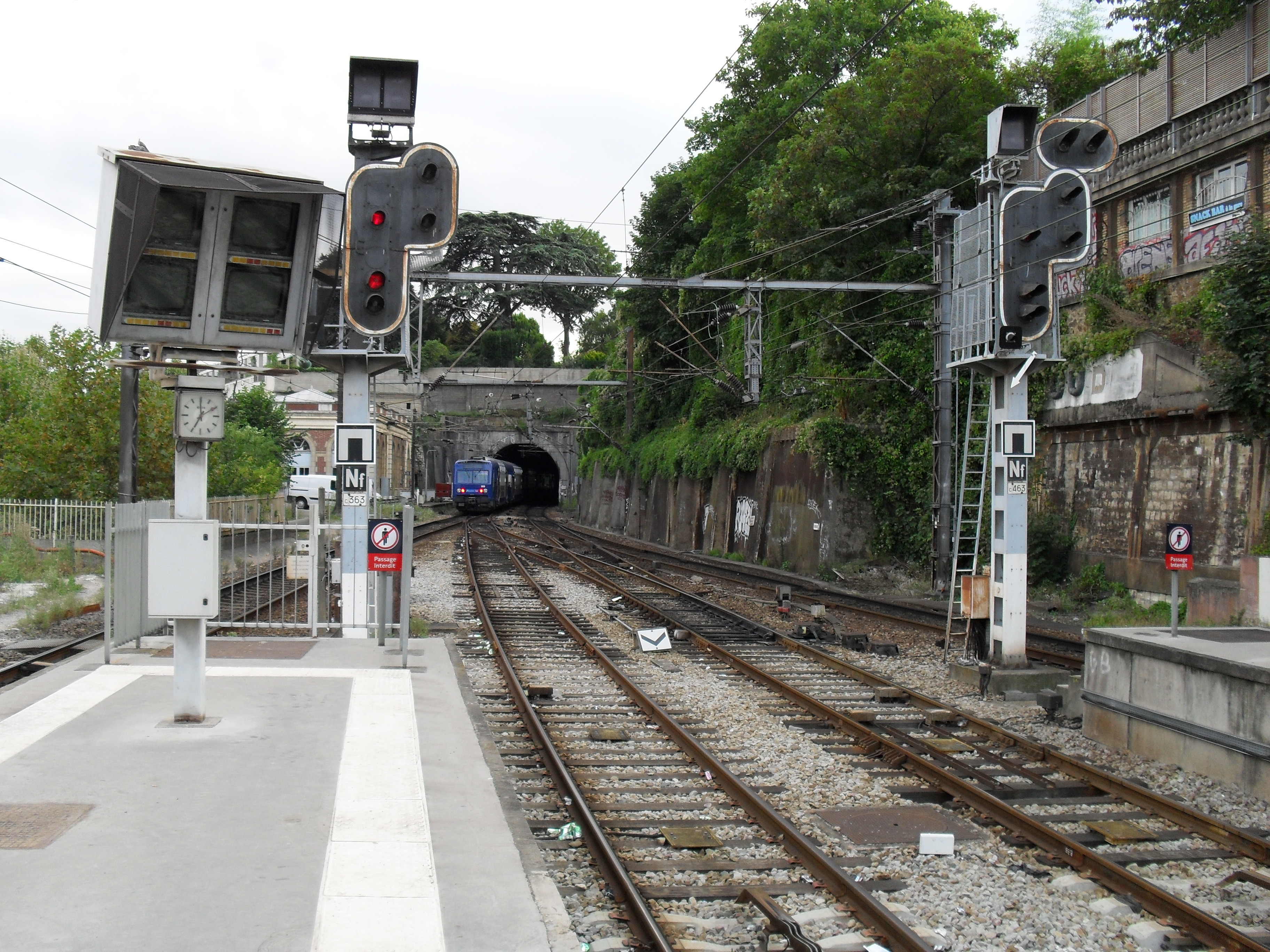
La signalisation ferroviaire en gare de Saint-Cloud, en août 2012.

La circulation des trains proprement dite est gérée par les régulateurs du Centre opérationnel de gestion des circulations (COGC) de Paris Saint-Lazare, pour la partie La Défense – Viroflay et par ceux du COGC de Paris-Rive-Gauche, situé à proximité immédiate du COT, pour la partie Viroflay – La Verrière.
Les COGC contrôlent dix-sept secteurs de circulation et vingt-et-un postes d'aiguillage, de technologie très variée, du poste mécanique des années 1930 au poste d'aiguillage à relais à commande informatique (PRCI).
De par la ligne U, le COT des lignes N et U est ainsi un des clients du COGC de Paris-Rive-Gauche, au même titre que le sont le COT de la ligne C et les Centres de gestion du TER Centre-Val de Loire et de la LGV Atlantique, mais aussi du COGC de Paris-Saint-Lazare, comme le sont le COT de Saint-Lazare (Gestion des lignes A, L et J), les Centres de gestion du TER Normandie, des lignes Intercités, etc.

### Trafic
Au début de 2017, selon les estimations de la SNCF, le nombre de voyageurs montant quotidiennement dans les gares de la ligne est de 52 000 voyageurs un jour ouvrable de base (mardi ou jeudi), 16 000 le samedi et 10 000 le dimanche.

### Tarification et financement
La tarification de la ligne est identique à celle en vigueur sur les réseaux RER et Transilien. Un ticket « métro-train-RER », qui remplace les ticket t+ et le billet origine-destination au 1er janvier 2025, permet un trajet simple quelle que soit la distance, avec une ou plusieurs correspondances possibles avec les autres lignes de métro, de Transilien ou de RER pendant une durée maximale de 1 h 30 entre la première et dernière validation. En revanche, un ticket « métro-train-RER » ne permet pas d'emprunter les bus et les tramways, à l'exception des lignes « Tram Express » à titre temporaire.
Cependant, les tarifs fixés par Île-de-France Mobilités se limitent à l'Île-de-France et ne s'appliquent pas aux relations avec les gares situées dans les régions voisines, les voyageurs devant ainsi s'acquitter d'un titre de transport TER pour accéder aux gares « hors zones » situées dans les régions Centre-Val de Loire, Hauts-de-France et Normandie.
Le financement du fonctionnement de la ligne (entretien, matériel et charges de personnel) est assuré par l'exploitant, RATP ou SNCF selon les lignes. Cependant, les tarifs des billets et abonnements dont le montant est limité par décision politique ne couvrent pas les frais réels de transport. Le manque à gagner est compensé par l'autorité organisatrice, Île-de-France Mobilités, présidée depuis 2005 par le président du conseil régional d'Île-de-France et composé d'élus locaux. Elle définit les conditions générales d'exploitation ainsi que la durée et la fréquence des services. L'équilibre financier du fonctionnement est assuré par une dotation globale annuelle aux transporteurs de la région grâce au versement mobilité payé par les entreprises et aux contributions des collectivités locales.

## Projets

### Remplacement du matériel roulant
Le conseil régional d'Île-de-France a lancé une étude fin 2019, sur un nouveau matériel destiné à remplacer les Z 2N, appelé Z 2N-NG dont l’arrivée pourrait intervenir à partir de 2028, ses caractéristiques techniques n'étant pas encore précisées,.
Le 3 avril 2024, Île-de-France Mobilités approuve la convention constitutive du groupement de commandes entre Île-de France Mobilités et SNCF Voyageurs en vue de finaliser l’expression fonctionnelle du besoin et la passation puis l’exécution d’un marché commun d’acquisition du matériel roulant, le Z2N-NG, destiné à l’exploitation des lignes C et P. La ligne U n'apparaît plus comme cible d'exploitation de ce nouveau matériel.
Le 18 juin 2024, Île-de-France Mobilités valide l'affectation d'ici 2030 de 22 rames Z 50000 issues des lignes L, J et E.
La ligne sera exploitée avec des rames composées d'un couplage d'automotrices courtes et longues afin de composer avec la longueur réduite des quais de la ligne.
Le coût des travaux sont estimés dans une fourchette entre 130 à 190 millions d'euros.
En attendant, l'arrivée des Z 58500 sur le RER D permettra de libérer les Z 20500 hybrides qui seront transférées sur la ligne U. Ce transfert permettra la réforme des anciennes Z 8800 et de renouveler le parc roulant de la ligne dans l'attente de la disponibilité des Z 50000, libérées par les Z 58000.[réf. nécessaire]

### Projet abandonné d'extension à Rambouillet
En 2012, un projet d'extension de la ligne de La Verrière à Rambouillet était à l'étude. Il visait à améliorer les relations entre La Défense et les gares situées au sud-ouest de La Verrière ; il était à ce titre défendu par le département des Yvelines.
En 2017, ce projet reste évoqué en filigrane par le Conseil de développement de Saint-Quentin-en-Yvelines (CODESQY) dans un avis émis en mars 2015 sur le Contrat de plan 2015 - 2020 entre l'État et la région Île-de-France (CPER).
Il est à noter qu'à l'occasion de l'interruption de la ligne N pour travaux entre Paris-Montparnasse et Versailles-Chantiers, on peut voir la ligne U occasionnellement prolongée jusqu'à Rambouillet.

## Lieux Desservis

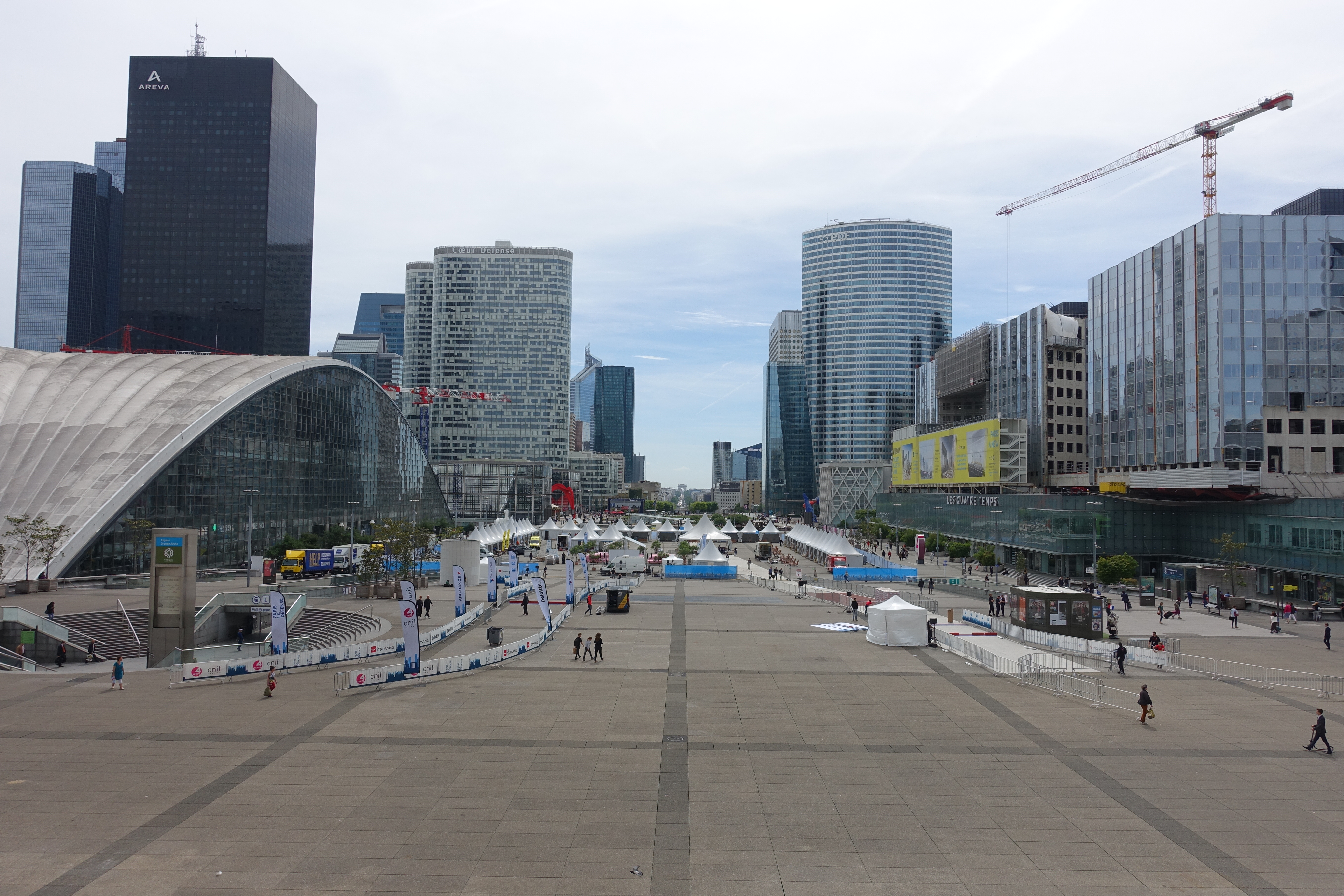
La ligne U dessert le quartier d'affaires de La Défense.

La ligne U dessert, du nord au sud, les lieux suivants :
- la Grande Arche de la Défense, le CNIT, le centre commercial Les Quatre Temps et le quartier d'affaires de La Défense (La Défense) ;
- l'hôpital Foch et le mont Valérien (Suresnes-Mont-Valérien) ;
- l'hippodrome de Saint-Cloud (Val d'Or) ;
- les bords de la Seine (Saint-Cloud) ;
- le parc de Saint-Cloud, qui accueille, notamment, annuellement le festival Rock en Seine (Sèvres - Ville-d'Avray, Garches - Marnes-la-Coquette et Saint-Cloud) ;
- la forêt de Fausses-Reposes (Chaville-Rive-Droite) ;
- le château de Versailles, le parc de Versailles et la préfecture des Yvelines (Versailles-Chantiers) ;
- l'école spéciale militaire de Saint-Cyr (Saint-Cyr) ;
- l'île de loisirs de Saint-Quentin-en-Yvelines et l'école supérieure des techniques aéronautiques et de construction automobile (Saint-Quentin-en-Yvelines) ;
- la mairie de Trappes (Trappes) ;
- le parc de miniatures de la France Miniature (Verrière) .